# Louis Fage
Jean Baptiste Louis Fage (Limoges, 30 settembre 1883 – Digione, 1964) è stato un biologo, speleologo e aracnologo francese.

## Biografia
Studiò biologia alla Sorbona e presso il laboratorio di Saint-Vaast-la-Hougue con i colleghi Rémy Perrier (1861-1936) e Gaston Bonnier (1851-1922).
Dopo il dottorato, nel 1906, iniziò a lavorare presso il Laboratoire de biologie marine a Banyuls-sur-Mer.

## Attività speleologiche
Nel campo della speleologia, frequentò molte grotte dei Pirenei e zone carsiche del Massiccio centrale; qui si dedicò allo studio e alla classificazione di crostacei e di ragni.
Ha pubblicato una quarantina di lavori prevalentemente su animali troglobi.

## Alcuni taxa descritti
- Ochyroceratidae Fage, 1912 - famiglia di ragni
- Telemidae Fage, 1913 - famiglia di ragni
- Asthenargus Simon & Fage, 1922 - genere di ragni Linyphiidae
- Callitrichia Fage, 1936 - genere di ragni Linyphiidae
- Strongyliceps Fage, 1936 - genere di ragni Linyphiidae

## Taxa denominati in suo onore
- Fageiella Kratochvíl, 1934 - genere di ragni Linyphiidae
- Minotauria fagei Kratochvíl, 1970 - specie di ragni Dysderidae
- Pharacocerus fagei Berland & Millot, 1941 - specie di ragni Salticidae

## Alcune pubblicazioni
- L. Fage, 1924 - Sur un type nouveau de Mysidacé des eaux souterraines de l'Ile de Zanzibar. C. R. Acad. Sci., Parigi, p. 2127-2129.
- L. Fage, R. Legendre, 1927 - Pêches planctoniques à la lumière, effectuées à Banyuls-sur-Mer et à Concarneau. I. Annélides polychètes. In: Archives de Zoologie Expérimentale et Génerale. vol.67, p. 23–222.
- L. Fage, 1929 - Sur quelques araignées des grottes de l'Amerique du Nord et de Cuba. Boll. Lab. zool. Gen. Agrar. Portici vol.22, p. 181-187
- L. Fage, 1933 - Pêches planctoniques à la lumiére effectuées à Banyuls-sur-Mer et à Concarneau. III. Crustacés. In: Archives de zoologie expérimentale et générale. vol.76, p. 105-248.
- L. Fage, 1938 - Sur quelques araignées du Haut-Atlas marocain a propos d'une espece nouvelle: Agelena atlantea, sp. nov. Bull. Soc. Sci. nat. Maroc, vol.18, p. 120-122
- L. Fage, 1951 - Cumacés. Expédition océanographique belge dans les eaux côtières africaines de l'Atlantique Sud (1948-1949): résultats scientifiques. Institut royal des Sciences naturelles de Belgique, Bruxelles, vol.3, p. 1-10.